# Mellicta albimacula
Mellicta albimacula är en fjärilsart som beskrevs av Roman Józef Wojtusiak och Witold Niesiołowski 1946. Mellicta albimacula ingår i släktet Mellicta och familjen praktfjärilar. Inga underarter finns listade i Catalogue of Life.